# The Auction Block (pel·lícula de 1917)
The Auction Block és una pel·lícula muda estrenada el 2 de desembre de 1917 protagonitzada per Rubye De Remer i Florence Deshon i dirigida per Laurence Trimble. La pel·lícula està basada en la novel·la "The Auction Block" de Rex Beach (1914). La MGM va fer una altra adaptació d'aquesta novel·la el 1926 amb el mateix nom dirigida per Hobart Henley i protagonitzada per Charles Ray i Eleanor Boardman.

## Argument
Lorelei Knight és la filla d'un polític arruïnat i d'una dona cobdiciosa que la convenç que vagi a Nova York a fer una audició amb Bergman, el manager d'una revista. Un cop allí aconsegueix feina com a corista cosa que alegra molt la seva mare, fascinada per les històries de coristes que s'acaben casant amb milionaris. Ajudada pel germà sense escrúpols de Lorelei, la mare posa fill a l'agulla per aconseguir els seus plans.
Lilas Lynn és la filla d'un treballador que va morir per culpa de la despreocupació del Jarvis Hammon, un capatàs brutal. Ara ella vol dedicar la resta de la seva vida a venjar-se de Hammon. També viatja a Nova York i esdevé una de les belleses de Bergman. Mentrestant, Hammon ha esdevingut un peix gros i és propietari d'una fàbrica d'acer. Lilian planeja doncs arruïnar-lo i acabar amb la seva reputació. Mentrestant, Lorelei ha conegut Jimmy, un noi borratxo i dissolut que és fill del rei de l'acer, Hannibal Wharton. Jimmy s'enamora de Lorelei però ella el rebutja. El germà de Lorelei fa veure que el seu pare està malalt i que caldran diners per poder-lo curar. Per això Lorelei decideix casar-se amb Bob, però es nega a consumar el matrimoni fins que no es reformi. La integritat de Lorelei fa que Bob decideixi reformar-se i malgrat que el seu pare ha decidit no passar-li més assignacions s'estableix bé com a home de negocis. Mentrestant, Lilas ha enredat Hammon i en una baralla el dispara i el mata.
En algun moment, el germà de Lorelei, aconsegueix que Bob torni a emborratxar-se i Lorelei està a punt de deixar-lo però Adorée Demorest, coneguda com la dona més maca de Nova York, i Campbell Pope, un crític que està enamorat d'Adorée, la convencen que no l'abandoni. Quan Bob s'assabenta que serà pare, decideix deixar de beure. Amb el naixement del seu fill, Hannibal Wharton els acull de nou a casa seva i tot acaba molt bé per a tots dos.

## Repartiment
- Rubye De Remer (Lorelei Knight)
- Florence Deshon (Lilas Lynn)
- Dorothy Wheeler (Mrs. Peter Knight)
- Florence Johns (Adoree Demorest)
- Tom Powers (Bob Wharton)
- Walter Hitchcock (Jarvis Hammon)
- Ned Burton (Hannibal Wharton)
- Charles Graham (Max Melcher)
- George Cooper (Jimmy Knight)
- Alec B. Francis (John Merkle)
- Francis Joyner (Campbell Pope)
- Bernard Randall (Noble Bergman)
- Peter Lang (Peter Knight)